# Лисицын, Пётр Иванович
Пётр Иванович Лиси́цын (7 [19] января 1877, Телятинки, Тульская область — 20 февраля 1948, Москва) — российский и советский селекционер-растениевод, академик ВАСХНИЛ (1935). Один из организаторов семеноводства и селекционного дела в СССР.

## Биография

Могила в Тимирязевском парке Москвы

Родился в многодетной семье уездного писаря. Родители сумели послать учиться в высшие учебные заведения восьмерых из тринадцати своих детей. Получил среднее образование в Калужской гимназии (1887—1896).
Окончив гимназию, поступил сначала на юридический факультет Московского университета, но через год перевёлся на естественное отделение физико-математического факультета. Здесь он слушал лекции профессора К. А. Тимирязева.
В 1902 году окончил Московский университет и поступил в МСХИ (на 3-й курс), который должен был окончить в 1905 году. По сведениям Калужского жандармского управления, братья Лисицыны (Пётр, Константин, Василий и Леонтий) принимали активное участие в революционных событиях 1905 года. Пётр при сдаче экзаменов был арестован и отправлен в ссылку в Нижний Тагил.
В 1908—1929 годах был сотрудником (а в 1926—1929 годах — директором.) Шатиловской опытной станции (в настоящее время — Орловская областная сельскохозяйственная опытная станция имени П. И. Лисицына).
С 1929 года стал заведующим кафедрой селекции и семеноводства полевых культур МСХА имени К. А. Тимирязева. С 1936 года — доктор сельскохозяйственных наук.
В 1938 году стал научным консультантом и шефом Александровской селекционной станции в деревне Фофанка (в настоящее время — поселок Майский Александровского района Владимирской области). В феврале 1956 года станция была преобразована во Владимирскую Государственную областную сельскохозяйственную опытную станцию и в 1959 году была переведена в Суздальский район, где базируется и ныне.
Похоронен в Москве в Тимирязевском парке.
Сын — Александр, академик РАН.

## Научные работы
- Работы по селекции и биологии красного клевера («Среднерусский Шатиловский»), озимой ржи («Лисицынская»), гречихи («Богатырь»), овса («Шатиловский-56»), льна («Кудряш К-39», «Кудряш К-48»).
- учебник «Общая селекция и семеноводство полевых культур» (1934).

## Награды и премии
- заслуженный деятель науки и техники РСФСР
- орден Ленина (1940)
- орден Трудового Красного Знамени (5.3.1947)
- медали
- Сталинская премия первой степени (1948 год) — за разработку научных основ селекции клевера и агромероприятий по увеличению урожайности этой культуры, изложенных в монографии «Вопросы биологии красного клевера» (1947)

## Память
- Улица Академика Лисицына в Москве в Тимирязевский районе (названа в октябре 2016 года).